# 고성교육도서관
고성교육도서관은 대한민국 강원특별자치도 고성군 거진읍 소재의 도서관이다.

## 연혁
- 1989.06.29 고성군 공공교육도서관 설치조례 공표
- 1991.02.21 고성군 공공교육도서관 개관
- 1991.03.26 고성교육도서관으로 개칭(강원도 조례 제2201호1991.03.25)
- 2001.02.09 강원도 고성평생학습관 지정
- 2003.11.01 디지털자료실 개실
- 2009.01.01 개관시간 연장 운영
- 2013.03.01 고성교육도서관으로 명칭변경
- 2016.03.01 속초교육문화관 분관으로 조직개편(강원도교육규칙 제738호 2016.2.29.전부개정)

## 시설현황
- 2층: 디지털자료실, 문화교실, 일반열람실
- 1층: 종합자료실

## 이용 안내
이용 시간
- 일반열람실: 매일 08:00 ~ 23:00
- 디지털자료실: 매일 09:00 ~ 18:00
- 종합열람실: 평일 09:00 ~ 19:00 / 주말 09:00 ~ 18:00

휴관일
- 매주 월요일
- 국경일(일요일 제외)
- 기타 교육도서관장이 필요하다고 인정하는 날